# جاكلين كورت
جاكلين كورت (22 يناير 1950 في المملكة المتحدة - ) (بالإنجليزية: Jacqueline Court)‏ هي لاعبة كريكت بريطانية. شاركت مع منتخب إنجلترا للكريكت.

## وصلات خارجية
- جاكلين كورت على موقع إي آس بي آن كريك إنفو (الإنجليزية)